# 122

122(백이십이)는 121보다 크고 123보다 작은 자연수다.

## 수학
- 합성수로, 그 약수는 1, 2, 61, 122이다. 진약수의 합은 64이므로, 122는 부족수다.
  - 41번째 반소수다. 앞의 반소수는 121, 다음 반소수는 123이다.
- 자릿수 제곱합이 제곱수인 24번째 자연수다. 이 성질을 지닌 앞의 수는 100, 다음 수는 148이다. (OEIS의 수열 A175396)
  - {\displaystyle 1^{2}+2^{2}+2^{2}=1+4+4=9=3^{2}}
- {\displaystyle 13^{3}-1}은 122로 나누어떨어진다.

## 과학
- 운비븀(Ubb)의 원소 번호.
- NGC 122: 고래자리 방향에 있는 미확인 천체.

## 교통

### 철도
- 수도권 전철 1호선 외대앞역의 역번호.
- 부산 도시철도 1호선 시청역의 역번호.
- 대구 도시철도 1호선 송현역의 역번호.
- 대전 도시철도 1호선 반석역의 역번호.

### 도로
- 일본 122번 국도(일본어판): 도치기현 닛코시에서 도쿄도 도시마구까지 이어지는 일본의 국도.
- 현도 제122호선

## 문화유산
- 대한민국의 국보 제122호: 양양 진전사지 삼층석탑
- 대한민국의 보물 제122호: 경주 율동 마애여래삼존입상
- 대한민국의 사적 제122호: 창덕궁

## 방송
- 스카이라이프의 마운틴TV 채널 번호.
- 지니 TV의 바둑TV 채널 번호.
- B tv의 아시아UHD 채널 번호.
- U+ TV의 한국낚시방송 채널 번호.
- LG헬로비전의 FTV 채널 번호.
- B tv 케이블의 붐TV 채널 번호.

## 기타
- 날짜: 1월 22일, 12월 2일
- 연도: 122년, 기원전 122년
- 122: 응급 전화번호로, 대한민국에서는 해양긴급신고 번호였다. 2007년부터 2016년 9월까지 운영되었다가 2016년 10월부터 경찰청의 범죄신고 112와 통합되어 폐지되었다.